# Donji Zebanec
Donji Zebanec – wieś w Chorwacji, w żupanii medzimurskiej, w gminie Selnica. W 2011 roku liczyła 173 mieszkańców.